# Ogg Vorbis
Ogg Vorbis (udtales ogg forbis) er en metode til komprimering af lyd udviklet af et projekt fra Xiph.org Foundation.
Det er en del af Ogg, som er fællesbetegnelse på deres arbejde med at udvikle frie og åbne multimedie- og signalbehandlingsstandarder.
Ogg Vorbis minder om det mere kendte og anvendte MP3-format, men der er ikke knyttet patent- eller licensbetingelser til dette åbne format. Desuden er Ogg Vorbis væsentligt nyere end MP3, og komprimeringsalgoritmerne er blevet bedre siden da. Man anskuer generelt Ogg Vorbis som 40% bedre, ved samme bithastighed.
Ved komprimering til Ogg Vorbis angiver man typisk en kvalitetsfaktor fra 1 til 10. Visse encodere tillader dog, at man angiver en gennemsnitsbithastighed, som encoderen så vil forsøge at afpasse efter.
Til trods for at være blevet modtaget godt til brug på hjemmecomputere, understøttes Ogg Vorbis kun af de færreste transportable musikafspillere.

## Ekstern henvisning
- http://www.vorbis.com/